# Фея (казка)
«Фея», або «Чарівниці» (фр. Les Fées) — казка французького письменника Шарля Перро. Твір вперше опубліковано 1697 року в збірці «Казки Матінки Гуски». Казка розповідає про те, якими дарунками фея наділила добру дівчину, а якими — лиху, і що сталося потім.

## Персонажі
- «Фея» — чарівниця, яка наділяла людей чудовими якостями.
- «Молодша дочка» — добра і красива дівчина.
- «Старша дочка» — лиха дівчина.
- «Вдова» — вредна й зарозуміла жінка, мати обох дочок.
- «Принц» — син місцевого короля; живе поблизу.

## Сюжет
Жила була колись вдова і були у неї дві дочки. Старша дочка багато чим нагадувала свою маму: і настроєм, і манерами, і на обличчя, що всі хто стрічалися з нею — вважали її за маму. Крім того, вони обидві були такі неприємні й такі пихаті, що з ними неможливо було жити. А молодша донька, була, немов би справжнім портретом свого батька: привітна, чесна — однією з найкрасивіших дівчат на світі.
Як і в більшості людей, природним є любити своїх ближніх, так мати без тями опікувалася своєю старшою донькою (своєю принцесою), і мала страшенну відразу до молодшої (наче пасербиці). Вона примушувала її їсти на кухні та працювати без відпочинку. Між іншим, ця бідна дитина повинна була ходити до лісу два рази на день по воду. Це було дуже далеко від будинку і доводилося набирати ще й великого глека-жбанка води.
Якось однієї днини, коли вона в черговий раз пішла до джерела по воду, то підійшла до неї бідно одягнена жіночка і попросила дати попити. І дівчинка погодилася: пополоскавши глечика, зачерпнувши води з чистої місцини джерела, та тримаючи в руці того жбана, так, щоб було зручніше пити воду тітоньці. Напившись води, жіночка похвалила добру дівчинку за її послух — ввічливість, доброту, уважність. Як виявилося, це була фея-чарівниця, яка перевтілилася в бідну і так мала намір перевірити доброту дівчинки, а переконавшись, що так і є насправді, вона вирішила наділити дівчинку чарівним дарунком: «3 цієї хвилини після кожного слова, яке промовлятимеш, з твоїх уст випадатиме квітка або самоцвіт». І після сказаного, фея одразу ж зникла, а дівчинка, подивувалася й, набравши в глек води, рушила додому.
Коли ж дівчина прийшла додому, мати її висварила за тривале перебування в лісі біля джерела. Дівчинка опустила голову і лише вибачилася перед мамою: «Пробачте, матінко, що я забарилась», і за цими ж словами з її уст випали дві троянди, два перли й два великих діаманти. Побачивши таке чудо, зла мати дуже здивувалася й назвавши, вперше в житті, її «донечкою», почала випитувати чому це сталося. І бідолаха щиросердно повідала свою лісову історію (а діаманти-перли, так і сипалися з її уст).
«Ось воно як» — подумала собі хитра вдовиця і вирішила цього разу уже послати свою улюблену дочку до джерела-струмка, аби й ту фея наділила таким коштовним дарунком. Але білоручка не мала наміру кудись йти, вона капризувала й відмовлялася рушати з домівки. Та, на силу, її матінка таки заставила вибратися з дому. Тоді вона взяла найкращого срібного глека, вдягнулася, як найкраще, і пішла з будинку.
Коли ж дівчинка підійшла до струмка, їй на зустріч вийшла гарно вдягнена пані. Це була та ж фея, тільки цього разу вона вділася наче принцеса, аби пересвідчитися в чемності уже цієї дівчинки. І тепер пані-фея, знову попросила попити, на що отримала від дівчинки сувору відповідь: «Ніби я для того прийшла, щоб вас поїти! Може, ви думаєте, що я й срібну вазу навмисне принесла, аби дати напитися такій пані? Ну, та гаразд, пийте вже, коли вам так хочеться». Отримавши таку нечемну відповідь, фея вирішила наділити й цю дівчинку, відповідно до її чеснот: «віднині при кожному слові з вашого рота виповзатиме гадюка або вискакуватиме жаба». І після сказаного, фея одразу ж зникла, а дівчина, і собі рушила додому.
Як тільки мати побачила свою улюбленицю — миттю кинулася до неї, випитуючи, як все відбулося. Та доця буркнула: «Еге ж матінко, а вас то обходить?» і з її рота одразу ж випали дві гадюки та дві жаби. Побачивши таку оказію, мати вжахнулася й дійшла висновку, що то все витівка молодшої доньки та чимдуж побігла за дочкою, аби набити.
Бідолаха заледве вирвалася, і втекла до лісу, щоб сховатися там. І саме так сталося, що тим лісом вертався з полювання син короля, побачивши таку красуню серед лісу дуже здивувався. І тоді він запитав її, що вона тут робить в повній самоті, і хто її скривдив, що вона так гірко плаче. «Ах, добродію, моя мати вигнала мене з дому!» — промовила дівчина і з її уст знову посипалися п'ять або шість перлин і стільки ж діамантів. Зачудований принц попросив аби вона розказала йому всю свою історію. Поки дівчина оповідала про свої митарства — принц чимраз більше закохувався в неї. Тому він взяв її до палацу свого батька і запропонував одружитися, а як батько його зрадів цій дівчині, та ще й з таким приданим (перлами, діамантами).
А ось її сестра лишилася дома й ставала ще більш злющою і ненависною всім, що аж власна мати вигнала її з дому. І грубіянка, не знайшовши ні в кого притулку, згинула в лісі…

## Передісторія та мораль
Відомо, що свої казки Шарль Перро писав під впливом тогочасних творів та переказів, які оповідали у світському середовищі Європи. Найвідомішою була збірка казок-оповідок "«Пентамерон», або ж неаполітанською «Lo cunto de li cunti overo lo trattenemiento de peccerille» (Казка казок, або розваги для малят), зібраних в тодішніх італійських краях і виданих придворним поетом Джамбаттістом Базіле (Giambattista Basile). Саме з цієї збірки Перро і здійснив свої перекази казок; у збірці зустрічається казка (IV-7 «Les Deux Gâteaux») зі схожим сюжетом, яку Шарль Перро опрацював і видав уже нову обробку, яка тепер вважається яскравим зразком літературної казки (твору написаного автором-письменником на основі сюжетів з народних казок). В італійській оповідці молодший брат потерпає від рук своєї старшої сестри, там впродовж казки показано, як брат за свої чесноти був наділений трояндами, перлами й діамантами, а сестра отримала «на горіхи» — жаб та змій.
Схожі казкові сюжети зустрічаються в багатьох народних казках і всі вони мають однакову мораль: доброта завжди винагороджується, незважаючи від її зовнішнього вигляду, тоді як пихатість та вередливість засуджуються. На цих казках-оповідях виховувалися тогочасні покоління дітей (впродовж 5-7 століть), за допомогою казок батьки намагалися вчити дітей чеснотам і як себе поводити. Тому гордовитість й зарозумілість завжди висміювалися і подавалися в літературі у зневажливій формі (часто такі герої подавалися бридкими, страшними та нечесними), а моральні чесноти часто асоціювалися з добротою та фізичною красою (зчаста такі герої подавалися як молоді, красиві, добрі).

## Схожі за сюжетом казки
Окрім свого першоджерела («Pentamerone» Джамбаттісти Базіле), казка Шарля Перро «Фея» перегукується своїм сюжетом з багатьма народними та літературними казками:
- «Пані Метелиця» — Брати Грімм
- «Дванадцять місяців» — Самуїл Маршак
- «Калло і калікандзари», грец. Η Κάλλω και οι καλικάντζαροι

## Видання та адаптації
Казку вперше надруковано 1697 року за участі видавця Клода Барбіна (Claude Barbin) в Парижі, де вийшла збірка Шарля Перро, яка складалася з восьми казок і називалася «Казки моєї матінки Гуски, або Історії й казки минулих часів з повчаннями». Слід зазначити, що  вона підписана  ім'ям його наймолодшого сина — Арманкура.  Дослідники вважають, що Шарль Перро так вчинив, оскільки вважав, що йому, відомій світській особі, не особливо гоже займатися написанням дитячих казок. З роками, декотрі з дослідників висловлюють інші гіпотези щодо авторства чи співавторства сина й батька Перро.
Через свою популярність «казки Шарля Перро» видавалися велику кількість разів, як у Франції, так і у всіх країнах світу. Існує значна кількість передруків та перекладів казки в різних збірниках казок, які видавалися в усьому світі. Найзначнішими вважаються перші передруки-збірки книжок:
- «Les Fées», видання Клода Барбіна, (1697)
- «Les Fées», видання Леона Камера (1843)
- «Les Fées in Les Contes de ma mère l'Oye avant Perrault» (1878)